# Mesosa rufa
Mesosa rufa là một loài bọ cánh cứng trong họ Cerambycidae.